# Aka terebrans
Aka terebrans är en svampdjursart som först beskrevs av Schmidt 1870.  Aka terebrans ingår i släktet Aka och familjen Phloeodictyidae. Inga underarter finns listade i Catalogue of Life.